# Ruby Dagnall
Ruby Sofia Berntsen Dagnall (* 1999 oder 2000 in Oslo) ist eine norwegische Schauspielerin.

## Karriere
Dagnall wuchs mit einer englischen Mutter und einem norwegischen Vater in Oslo auf, bevor die Familie nach Nesodden zog. Dort ging Dagnall bereits im Alter von 14 Jahren zu Castings. Sie besucht seit Herbst 2016 die Schauspielklasse der Hartvig-Nissen-Schule in Oslo. Ihre erste Filmrolle hatte sie 2016 in der norwegisch-dänisch-deutschen Koproduktion Rosemari von Sara Johnsen, in der sie die Hauptrolle übernahm, was ihr viel Aufmerksamkeit einbrachte. Außerdem spielte sie in der dritten Staffel sowie der finalen Episode der vierten Staffel der populären Fernsehserie Skam mit, die an ihrer Schule angesiedelt ist.
2016 spielte sie eine der Hauptrollen im Musikvideo zum Lied Apologize der norwegischen Künstler Matilda und OMVR. Im Jahr 2017 übernahm Dagnall außerdem die Rolle der Isabell in Don Juan am Nationaltheatret in Oslo. Ruby Dagnall spielt die Hauptrolle in Baz Luhrmanns Kurzfilm The Secret Life of Flowers zur Designerkooperation zwischen Erdem und H&M, deren Kollektion im November 2017 veröffentlicht wird. Im Jahr 2022 spielte sie im Film Den siste våren mit. Für ihre Rolle wurde sie beim norwegischen Filmpreis Amanda als beste Hauptdarstellerin ausgezeichnet.

## Auszeichnungen
- 2023: Amanda, Auszeichnung als Beste Hauptdarstellerin (für Den siste våren)

## Filmografie
- 2016: Rosemari
- 2016–2017: Skam (Fernsehserie; 8 Episoden)
- 2019: Amundsen
- 2021: Der schlimmste Mensch der Welt
- 2022: Den siste våren

## Belege
1. 1 2 3  Øystein David Johansen: Slik er Norges nye stjerneskudd Ruby Dagnall (16). In: VG.no. 12. September 2016, abgerufen am 29. April 2017 (norwegisch).
2. 1 2  Heidi Borud: Hovedrolle i storfilmen «Rosemari» og ny rolle i SKAM: Ruby Dagnall (16) er stjerneskuddet fra Nesodden. In: Aftenposten.no. 6. September 2016, abgerufen am 29. April 2017 (norwegisch).
3. ↑  MatildaMusicVEVO: Matilda - Apologize ft. OMVR. 29. Oktober 2016, abgerufen am 26. Oktober 2017.
4. ↑  Skam-Ruby skal spille Don Juans forsmådde kjæreste på  Nationaltheatret. In: Aftenposten.no. Abgerufen am 29. April 2017 (norwegisch).
5. ↑  Don Juan. Nationaltheatret, archiviert vom Original am 1. Mai 2017; abgerufen am 14. März 2024 (norwegisch).
6. ↑  ERDEM x H&M. Abgerufen am 24. Oktober 2017.
7. ↑  H&M: ERDEM x H&M – “The Secret Life of Flowers” campaign film by Baz Luhrmann. 24. Oktober 2017, abgerufen am 25. Oktober 2017.
8. ↑  Trond Odin Myhre Johansen: Amandaprisen: «Ellos eatnu – La elva leve» beste norske kinofilm. In: NRK. 19. August 2023, abgerufen am 20. August 2023 (norwegisch (Bokmål)).

| Personendaten    | Personendaten                                     |
| ---------------- | ------------------------------------------------- |
| NAME             | Dagnall, Ruby                                     |
| ALTERNATIVNAMEN  | Berntsen Dagnall, Ruby Sofia (vollständiger Name) |
| KURZBESCHREIBUNG | norwegische Schauspielerin                        |
| GEBURTSDATUM     | 1999 oder 2000                                    |
| GEBURTSORT       | Oslo                                              |